# Henry Jarild
Henry Wilhelm Jarild, född 20 oktober 1909 i Linköping, död 23 juni 1967 i Uppsala, var en svensk högerpartist och rektor, som tillsammans med Folke Kyling var initiativtagare till bildandet av det borgerliga Studieförbundet Medborgarskolan. Dessa två blev också rektor respektive ordförande i det nybildade studieförbundet. Henry Jarild är begravd på Uppsala gamla kyrkogård.